# Pedro Rodríguez de la Vega
Pedro Rodríguez de la Vega (18. ledna 1940 Mexico City, Mexiko – 11. července 1971 Norimberk, Německo) byl mexický automobilový závodník. Jeho bratr Ricardo Rodríguez (1942–1962) byl rovněž automobilovým závodníkem, avšak tragicky zahynul při velké ceně Mexika 1962. Pedro závodil ve Formuli 1 a ve vytrvalostních závodech. Ve Formuli 1 jsou jeho největšími úspěchy vítězství ve VC jižní Afriky 1967 na voze Cooper-Maserati a ve VC Belgie 1970 na voze BRM. V celkové klasifikaci MS F1 skončil nejlépe šestý na Cooper-Maserati v roce 1967 a na voze BRM o rok později. V roce 1968 navíc na Fordu GT40 vyhrál slavný závod 24 hodin Le Mans společně s Lucienem Bianchim. V roce 1970 skončil v MS F1 sedmý a o rok později devátý. Tento rok se mu však už sezonu dokončit nepodařilo. Zahynul ve sportovním Ferrari při závodě Intersérie, což byl mezinárodní šampionát sportovních automobilů populární zejména v SRN.